# Centralafrikanska republikens riksvapen
På Centralafrikanska republikens riksvapen syns landets karta under stjärnan i mitten. Den svarta handen i ett av fälten längst ner minner om organisationen MESAN som arbetade för självständighet och för att förbättra levnadsförhållandena i landet. Förhoppningarna om broderskap och jämlikhet kommer också till uttryck i mottot Zo Kwe Zo som har innebörden att alla människor är likvärdiga.